# Église Saint-Pierre d'Écurat
Pour les articles homonymes, voir Église Saint-Pierre.
L'église Saint-Pierre est une église catholique située à Écurat, en France.

## Localisation
L'église est située dans le département français de la Charente-Maritime, sur la commune d'Écurat.

## Description

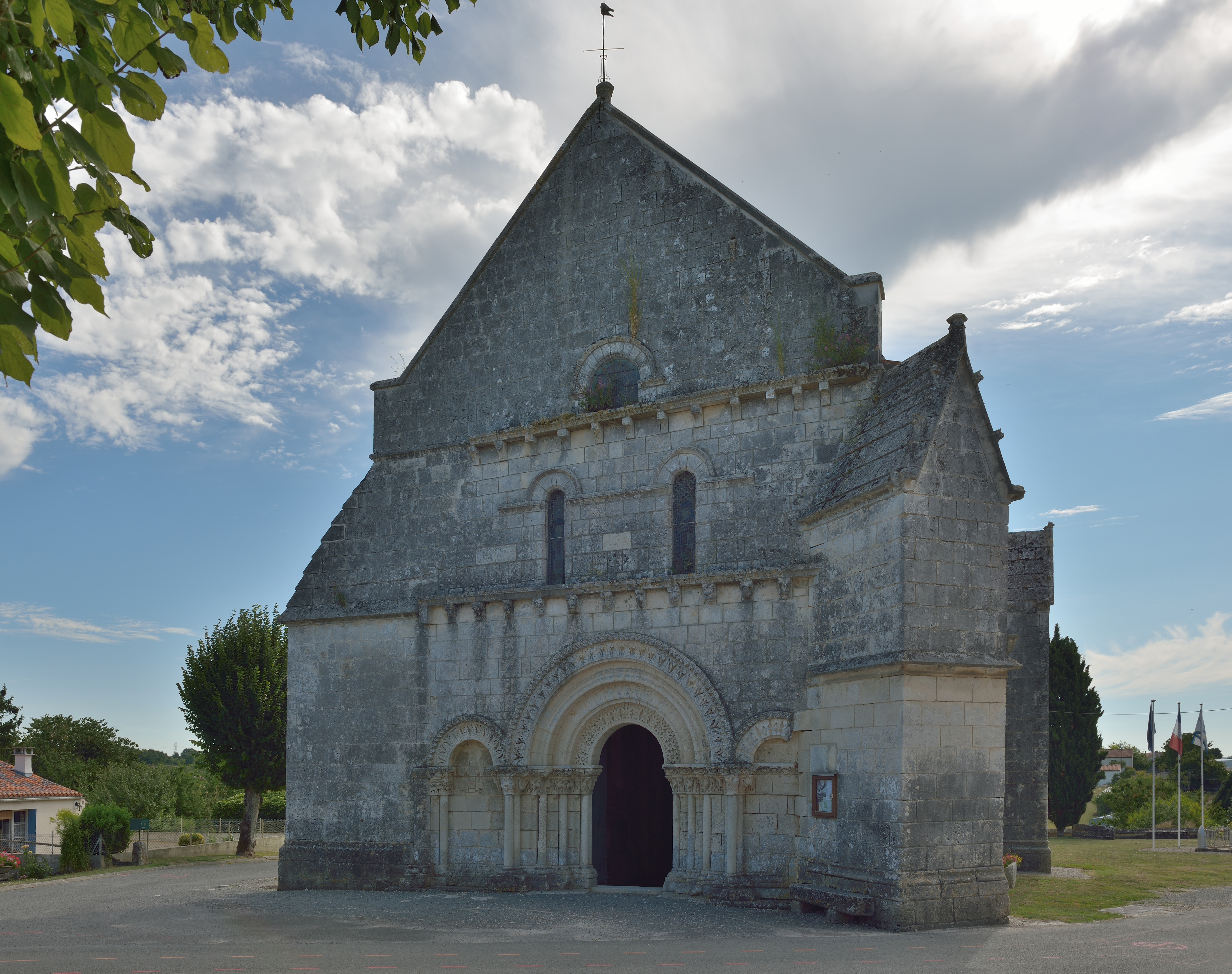
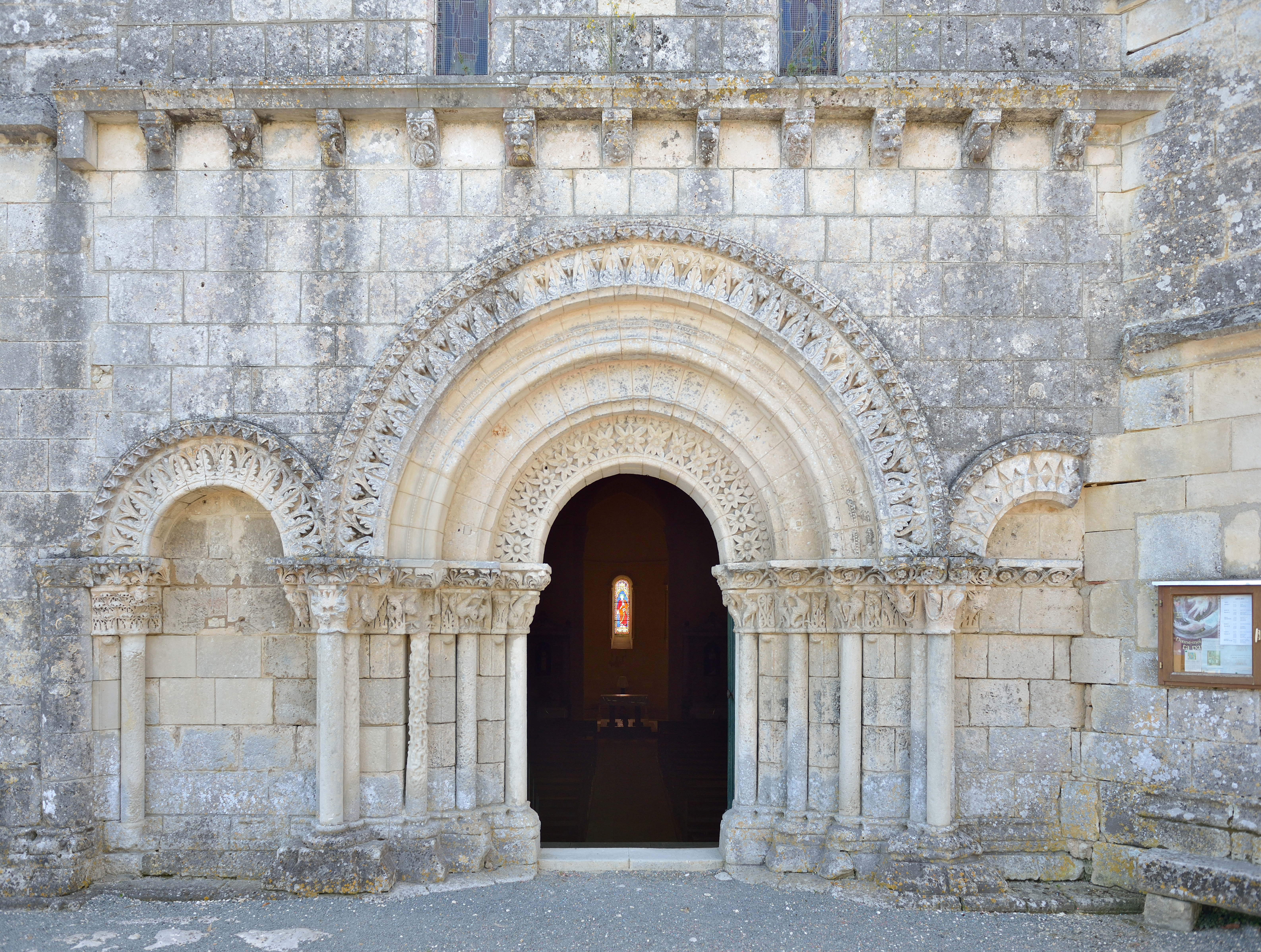
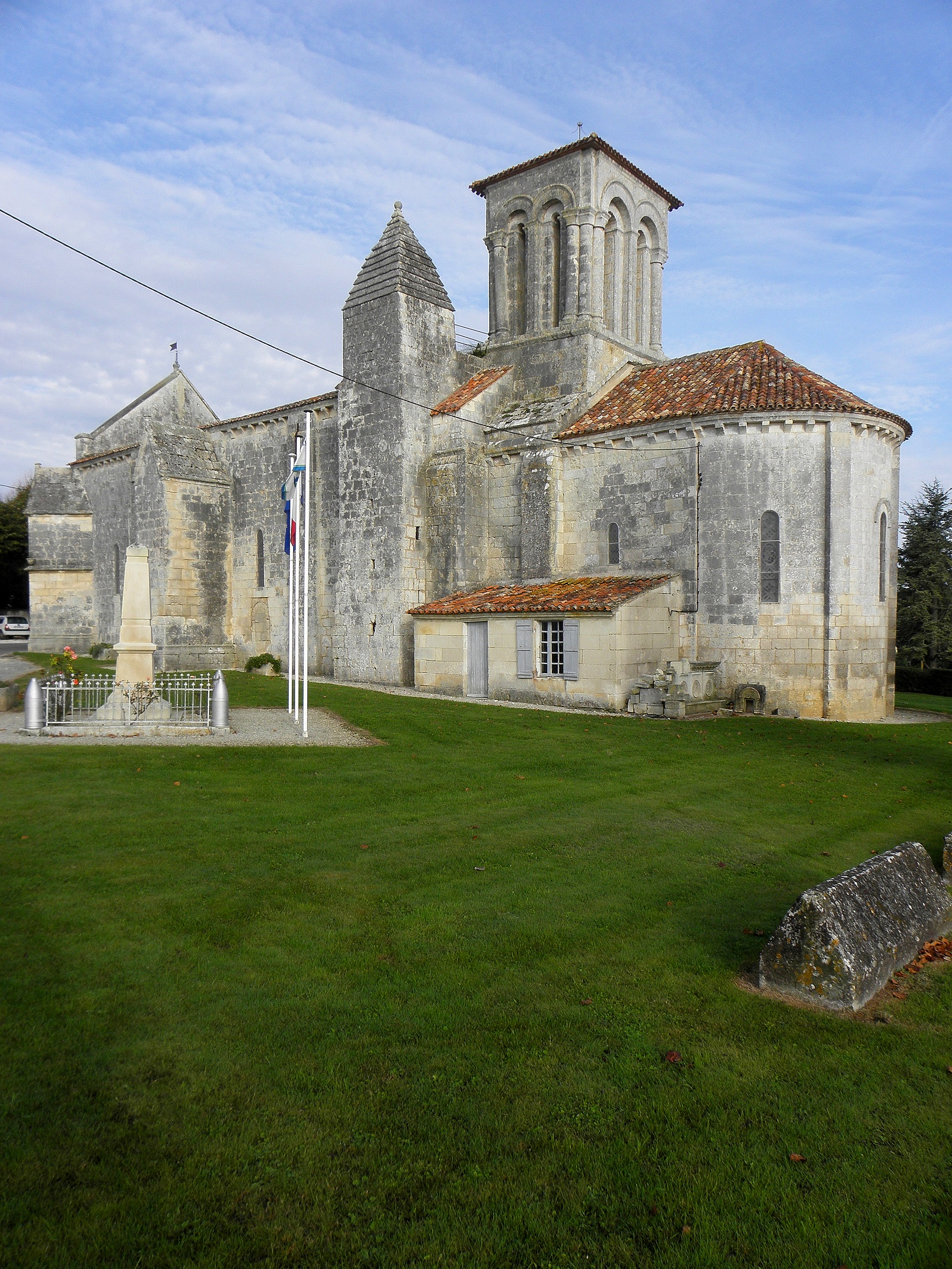
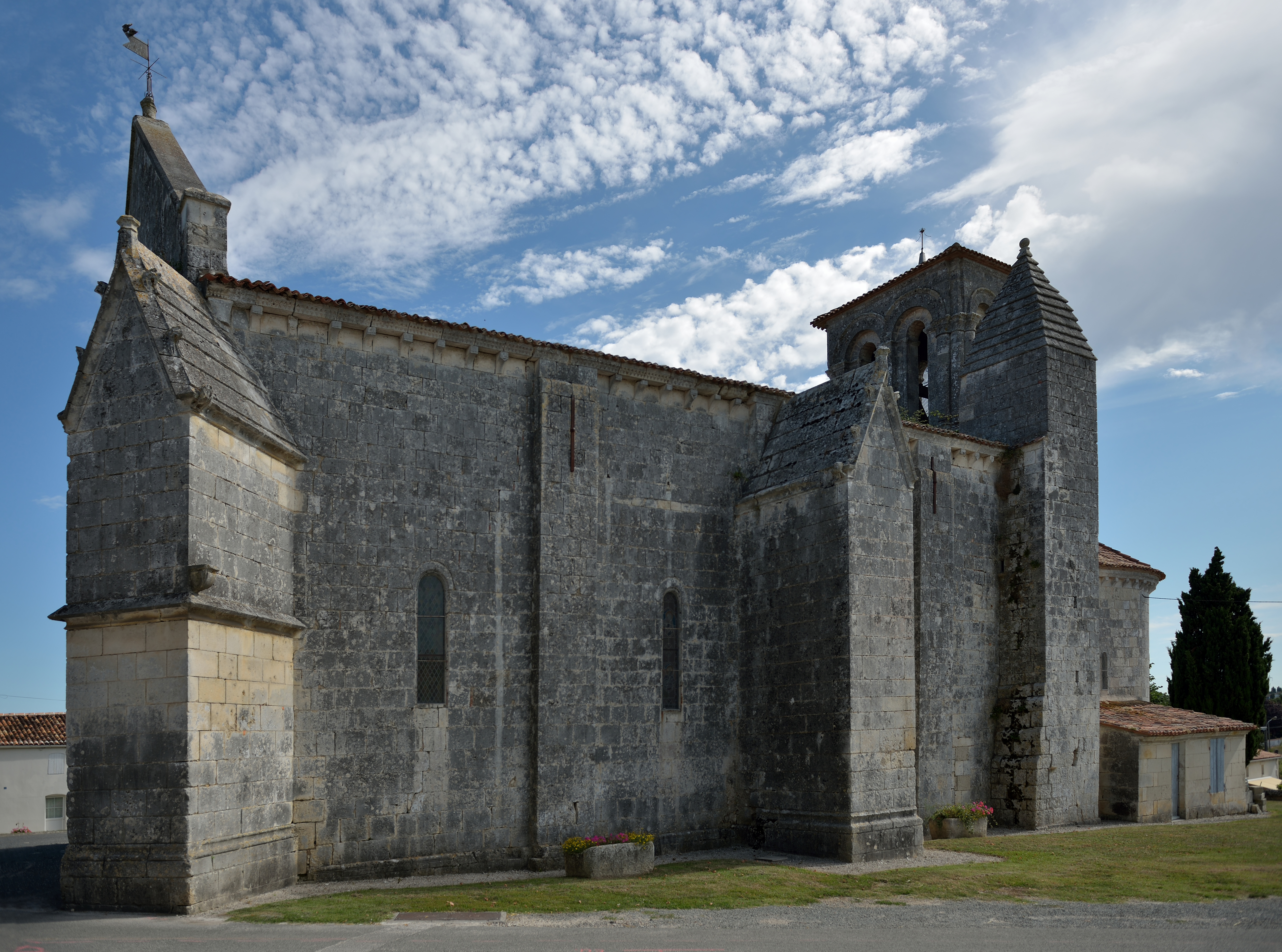
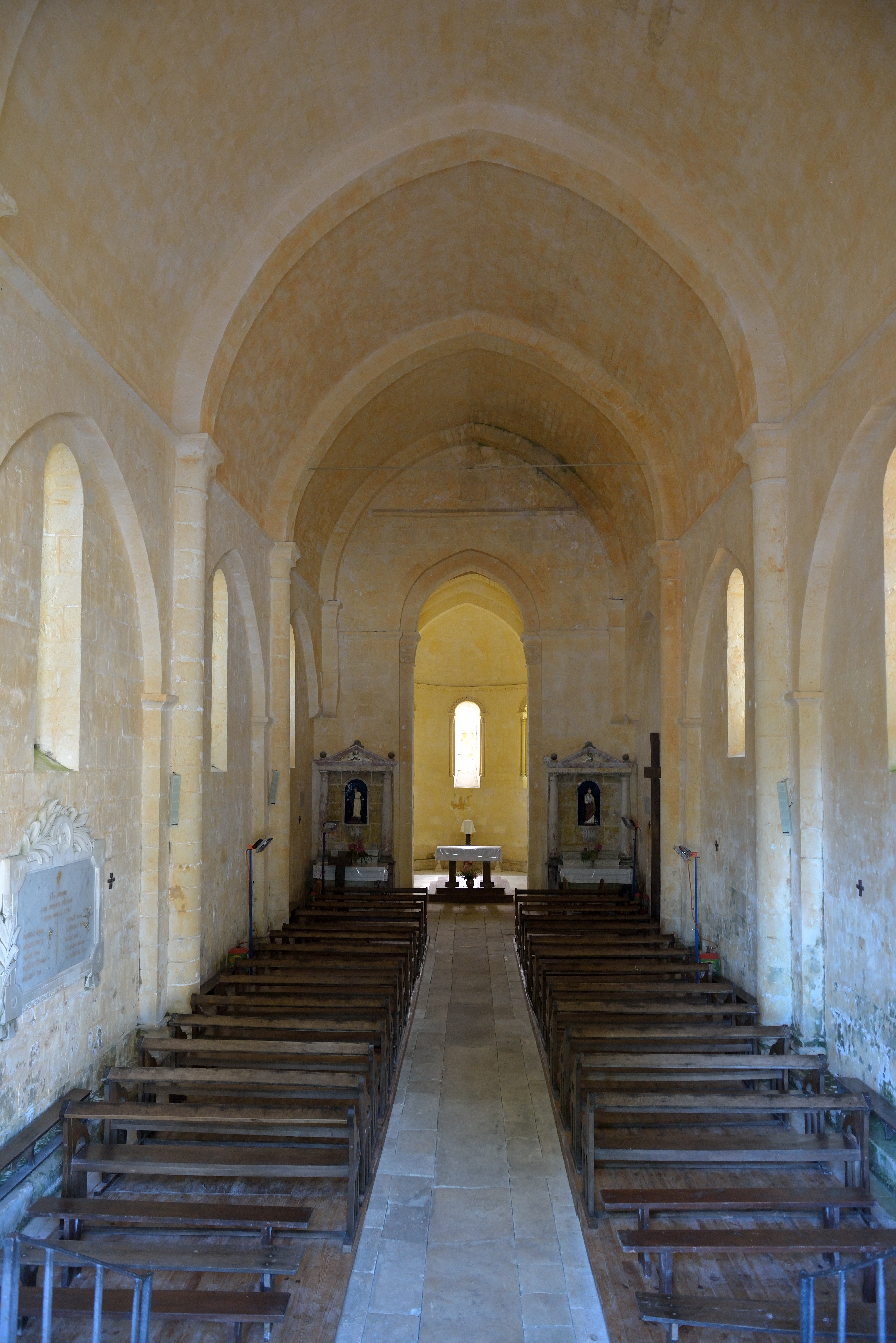

## Protection
L'église Saint-Pierre est classé au titre des monuments historiques en 1910.